# ワルター・クリーン
ヴァルター・クリーン（Walter Klien, 1928年11月27日 - 1991年2月10日）はオーストリアのピアニスト。

## 来歴
グラーツ出身。ウィーン音楽アカデミーでアルトゥーロ・ベネデッティ・ミケランジェリに師事。ボルツァーノのブゾーニ国際ピアノコンクールと、パリのロン＝ティボー国際コンクールを制覇した。
1969年、アメリカ合衆国でデビューする。モーツァルトやブラームスのピアノ独奏曲全集のほか、シューベルトのピアノソナタの全曲録音がある。

## 出演
- 趣味百科 「ピアノでモーツァルトを」 （NHK教育、1991年）